# Новошахтинск
Новошахтинск (рус. Новошахтинск) град је у Русији, у Ростовској области. Налази се северно од Ростова на Дону. Према попису становништва из 2010. у граду је живело 111.087 становника. Још 1980. било је дупло више људи у овом граду. 
Град је требало да током совјетских времена обезбеђује угаљ. И данас рударство угља даје основни печат граду. 
У рудницима угља у Новошахтинску током Другог светског рата држани су немачки ратни заробљеници. Неки од њих су задржани све до педесетих година овог века. 
Тужну славу град је стекао због једне несреће у руднику у октобру 2003. године. Тада су 46 рудара погинула због изливања воде. Ипак, након шест дана су пронађени живи дванаесторица рудара. Ова срећа у несрећи означена је као Чудо из Новошахтинска. 

## Становништво
Према прелиминарним подацима са пописа, у граду је 2010. живело 111.087 становника, 9.956 (9,84%) више него 2002.
| 1939.  | 1959.   | 1970.   | 1979.   | 1989.   | 2002.   | 2010.   |
| ------ | ------- | ------- | ------- | ------- | ------- | ------- |
| 48.035 | 103.566 | 101.500 | 104.152 | 107.772 | 101.131 | 111.075 |